# Magistrala CFR 100
Magistrala 100 este o cale ferată principală a Căilor Ferate Române. Între 2011 și 2021 ea a mai fost denumită magistrala 900. Sectorul Timișoara-Caransebeș a fost dat în folosință la 23 octombrie 1876. În anul 1879 a avut loc interconectarea rețelei feroviare din Austro-Ungaria cu rețeaua de căi ferate din Regatul României. Punctul de interconectare era pe malul Dunării, la est de Orșova, în fosta gară de frontieră Vârciorova (Mehedinți). Aceasta se afla în dreptul actualului viaduct Vodița, iar acum este acoperită de apele lacului de acumulare. A fost singura gară din România construită în stil "insular", fiind încadrată între două grupe de linii,  una aparținând Regatului României, iar cealaltă Imperiului Austro-Ungar, unirea acestora fiind realizată după 1918, când Banatul și Transilvania s-au unit cu  Regatul României (fostele Principate Unite). 
La vremea respectivă linia exista dinspre capitală pe ruta Chitila - Golești - Pitești (1872) - Slatina - Piatra Olt - Craiova (1878), actuala linie București - Craiova prin Roșiori de Vede fiind deschisă la 24 august 1947.
De la Mersul Trenurilor 2021-2022 s-a revenit la denumirea 100, implicând și denumirile secțiilor adiacente.

## Căi ferate principale
- 100 București Nord -  Roșiori de Vede - Caracal - Craiova - Filiași - Strehaia - Drobeta Turnu Severin - Orșova - Băile Herculane - Caransebeș - Lugoj - Recaș - Timișoara Est - Timișoara Nord (533 km) - Stamora Moravița
- 101 București Nord - Chitila - Golești - Pitești - Piatra Olt - Craiova
- 102 București Progresu - Grădiștea - Giurgiu (închisă din 2005, redeschisă in 2024)

### Secții adiacente
| Secția | Traseu                                                                 | Lungime (km) | Operator                                                                |
| ------ | ---------------------------------------------------------------------- | ------------ | ----------------------------------------------------------------------- |
| 101    | București Nord - Pitești - Piatra Olt - Craiova                        | 250          | CFR                                                                     |
| 102    | București–Giurgiu Nord–Giurgiu                                         | 61           | CFR                                                                     |
| 103    | Videle - Giurgiu                                                       | 66           | CFR                                                                     |
| 104    | Titu - Târgoviște - Pietroșița                                         | 67           | CFR (Titu - Târgoviște), Transferoviar (Titu - Târgoviște - Pietroșița) |
| 105    | Golești - Câmpulung - Parc Krețulescu                                  | 55           | CFR                                                                     |
| 106    | Pitești - Curtea de Argeș                                              | 38           | CFR                                                                     |
| 107    | Roșiori Nord - Costești                                                | 64           | Închisă                                                                 |
| 108    | Roșiori Nord - Turnu Măgurele                                          | 50           | Închisă                                                                 |
| 109    | Roșiori Nord - Alexandria - Zimnicea                                   | 78           | CFR (închisă între Alexandria - Zimnicea)                               |
| 110    | Caracal - Corabia                                                      | 41           | CFR                                                                     |
| 112    | Craiova - Calafat Ramificație Podul Calafat-Vidin spre Vidin, Bulgaria | 108          | CFR                                                                     |
| 113    | Golenți-Poiana Mare                                                    | 7            | Închisă                                                                 |
| 114    | Strehaia - Motru                                                       | 31           | Închisă                                                                 |
| 115    | Caransebeș - Brebu - Reșița Nord - Reșița Sud                          | 39           | CFR                                                                     |
| 116    | Lugoj - Buziaș                                                         | 28           | CFR                                                                     |
| 117    | Caransebeș - Bouțari                                                   | 37           | Închisă                                                                 |
| 118    | Timișoara Sud - Buziaș                                                 | 37           | CFR                                                                     |
| 119    | Timișioara Nord - Jimbolia - Kikinda (Serbia)                          | 58           | CFR                                                                     |
| 120    | Jebel - Liebling                                                       | 10           | Închisă                                                                 |
| 121    | Jebel - Giera                                                          | 33           | Închisă                                                                 |
| 122    | Timișoara Nord - Stamora Moravița                                      | 56           | CFR                                                                     |
| 122A   | Voiteni - Gătaia - Reșița Nord                                         | 61           | Regio Călători                                                          |
| 123    | Berzovia - Oravița                                                     | 59           | Închisă                                                                 |
| 124    | Oravița - Iam                                                          | 27           | Închisă                                                                 |
| 125    | Oravița - Anina                                                        | 33           | CFR                                                                     |
| 126    | Timișoara Nord - Cruceni                                               | 49           | Regio Călători                                                          |
| 127    | Cărpiniș - Ionel                                                       | 31           | Închisă                                                                 |
| 128    | Jimbolia - Lovrin                                                      | 27           | Închisă                                                                 |